# The Great Commandment
Camouflage — The Great Commandment

Дебютный сингл немецкой группы Camouflage, входящий в состав их первого альбома "Voices & Images". Первоначальный вариант сингла был записан за три года до его выхода и перезаписан заново в 1987 году, принесший группе попадание на первое место в хит-парад танцевальных синглов. "The Great Commandment" оставался на первой строчке в течение трех недель подряд. Песня стала также популярной на независимых радиостанциях, а также "пересекла" Атлантику и попала в американский чарт, где поднялась до 59 места в 1988 году. В родной для группы, Германии, сингл добрался до 14 места, а более чем в двадцати странах попала в топ 10.

## The Great Commandment (7" Vinyl) German
Когда: 1987

Где: Германия

Лейбл: Metronome

Формат: 7" Vinyl

### Список композиций
1. The Great Commandment (3:10)
2. Pompeji (3:28)

## The Great Commandment (12" Vinyl) German
Когда: 1987

Где: Германия

Лейбл: Metronome

Формат: 12" Vinyl

### Список композиций
1. The Great Commandment (Extended Dance Mix) (5:58)
2. The Great Commandment (Extended Radio Mix) (5:37)
3. Pompeji (5:23)

## The Great Commandment (Maxi-CD) German
Когда: 1987

Где: Германия

Лейбл: Metronome

Формат: Maxi-CD (Cardboard Sleeve)

### Список композиций
1. The Great Commandment (Extended Dance Mix) (5:58)
2. The Great Commandment (Extended Radio Mix) (5:37)
3. Pompeji (5:23)

## The Great Commandment (7" Vinyl) USA
Когда: 1988

Где: США

Лейбл: Atlantic

Формат: 7" Vinyl

### Список композиций
1. The Great Commandment (Remix) (3:10)
2. Pompeji (3:28)

## The Great Commandment (Promo 7" Vinyl) USA
Когда: 1988

Где: США

Лейбл: Atlantic

Формат: 7" Vinyl

### Список композиций
1. The Great Commandment (Remix) (3:10)
2. The Great Commandment (Remix) (3:10)